# Chalk
Chalk – wieś w Anglii, w hrabstwie Kent, w dystrykcie Gravesham. Leży 20 km na północny zachód od miasta Maidstone i 39 km na wschód od centrum Londynu. W 2015 miejscowość liczyła 2170 mieszkańców.